# Кормак Уа Лиатан
Кормак Уа Лиатан (др.‑ирл. Cormac úa Liatháin; VI век) — настоятель монастыря Дарроу. День памяти — 21 июня.

## Упоминания
Согласно ирландским генеалогиям, Кормак принадлежал к роду Уа Лиатан, который был одним из ответвлений королевской династии Мунстера; его отца звали Димма.
О Кормаке Уа Лиатане сообщается в Житие святого Колумбы (автор Адамнан). В 2019 году это произведение было переведено на русский язык. В нём в главе 42 Книги II. «О чудесах» рассказывается о Кормаке Уа Лиатане.
Святой Кормак Уа Лиатан был учеником святого Колумбы. Святой Колумба, основавший монастырь в Дарроу, поставил святого Кормака тамошним настоятелем.
Согласно «Житию святого Колумбы» Адомнана, Кормак совершал дальние плавания в поисках уединённого места для монастыря. Некоторые детали в описаниях его путешествия заставляли историков предполагать, что он мог достичь Карибского моря.  В повествованиях также говорится, что он основал монастырь в Ирландии.
В честь Кормака в Ирландии названо несколько церквей, в том числе Килкормик (графство Уэксфорд), где в его честь 22 июня проходил крестный ход.